# KYPCK
A KYPCK finn doom/sludge/avantgárd metal együttes. 2007-ben alakultak. A zenekar neve Kurszk város cirill betűs átírása. Az együttes orosz nyelven énekel, koncertjeiken pedig a szovjet korszakból vetítenek videókat. Eddig négy nagylemezt adtak ki. A KYPCK a hivatalos neve a zenekarnak, és nem KURSK vagy Kursk. Az együttest a Sentenced gitárosa, Sami Lopakka alapította.

## Tagok
- E. Seppänen – ének (2007–)
- S. S. Lopakka – hat húros Lopasnyikov gitár (2007–)
- S. Kukkohovi – hat húros gitár (2008-tól 2011-ig koncerteken, 2011–)
- J. T. Ylä-Rautio – egy húros basszusgitár (2007–)
- A.K. Karihtala – dob (2011–)

Korábbi tagok
- K. H. M. Hiilesmaa – dob (2007–2011)

## Diszkográfia
- Черно (oroszul: fekete, 2008)
- Ниже (oroszul: alacsonyabb, 2011)
- Имена на стене (oroszul: írás a falon, 2014)
- Зеро (oroszul: zéró, 2016)

## Egyéb kiadványok
Kislemezek
- 1917 (2008)
- Imya na Stene (írás a falon, 2014)
- All About Us (t.A.T.u. feldolgozás, 2016)

Video albumok
- 1917 (2008)
- Stalingrad (2009)
- Alleya Stalina (Sztálin sikátora, 2011)
- Imya na Stene (írás a falon, 2014)
- Deti Birkenau (Birkenau gyermekei, 2014)
- Ya svoboden (Szabad vagyok, 2016)